# (4116) Elachi
(4116) Elachi (1982 SU) – planetoida z grupy pasa głównego asteroid okrążająca Słońce w ciągu 2,56 lat w średniej odległości 1,87 j.a. Odkryta 20 września 1982 roku.